# The Les Clöchards

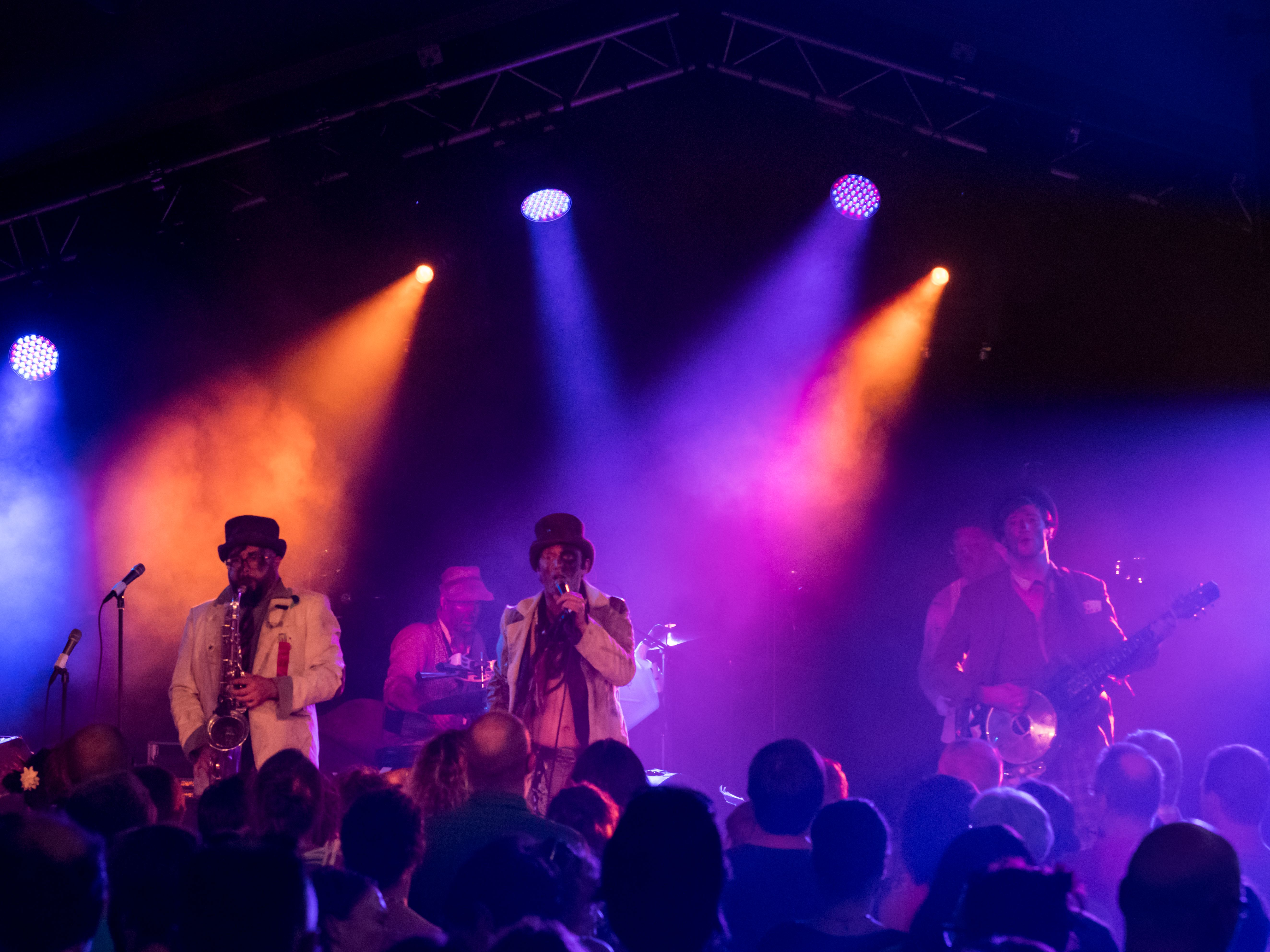
Die Gruppe auf dem ZMF 2016 in Freiburg

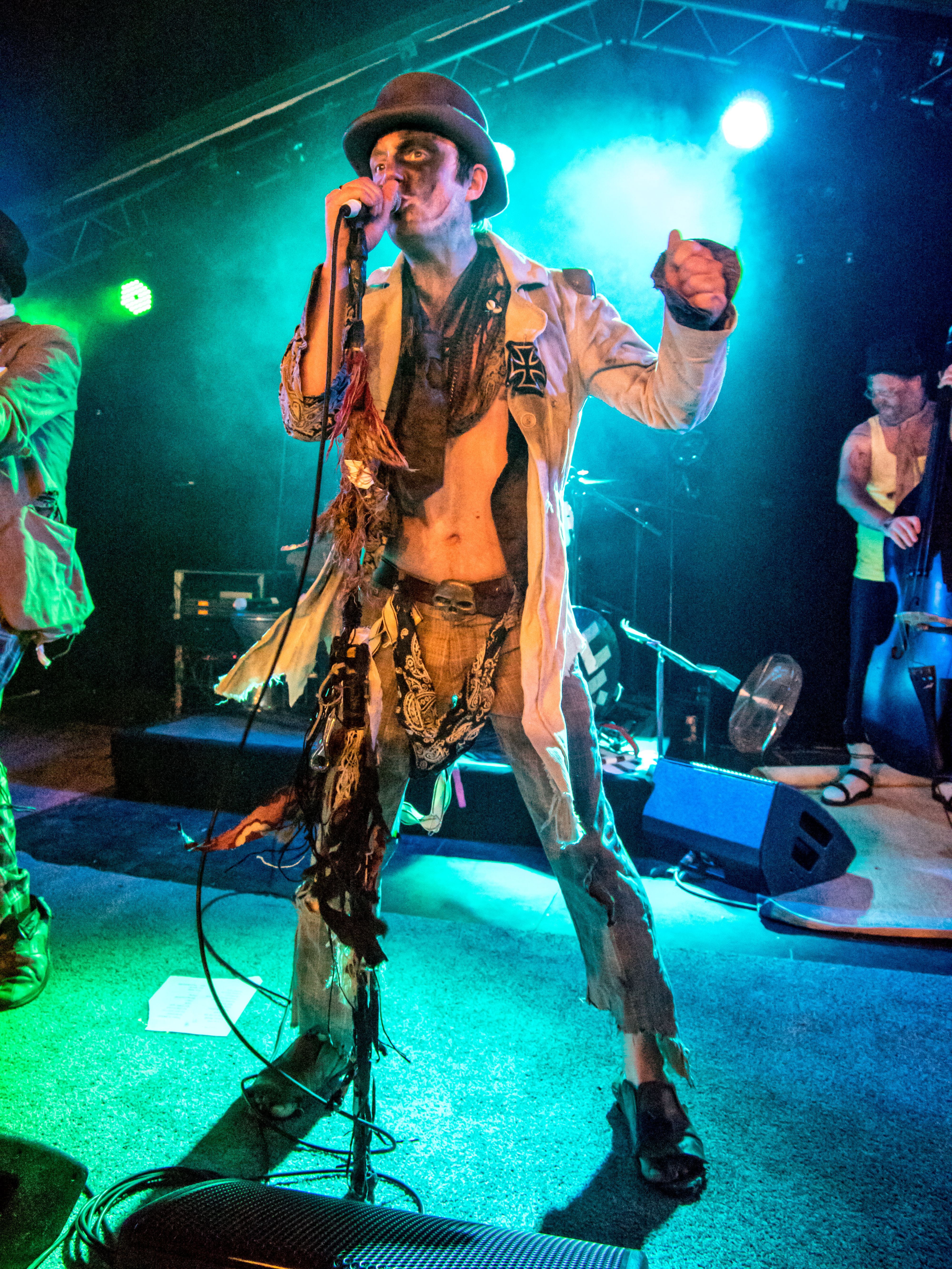
Dregue Sbæg

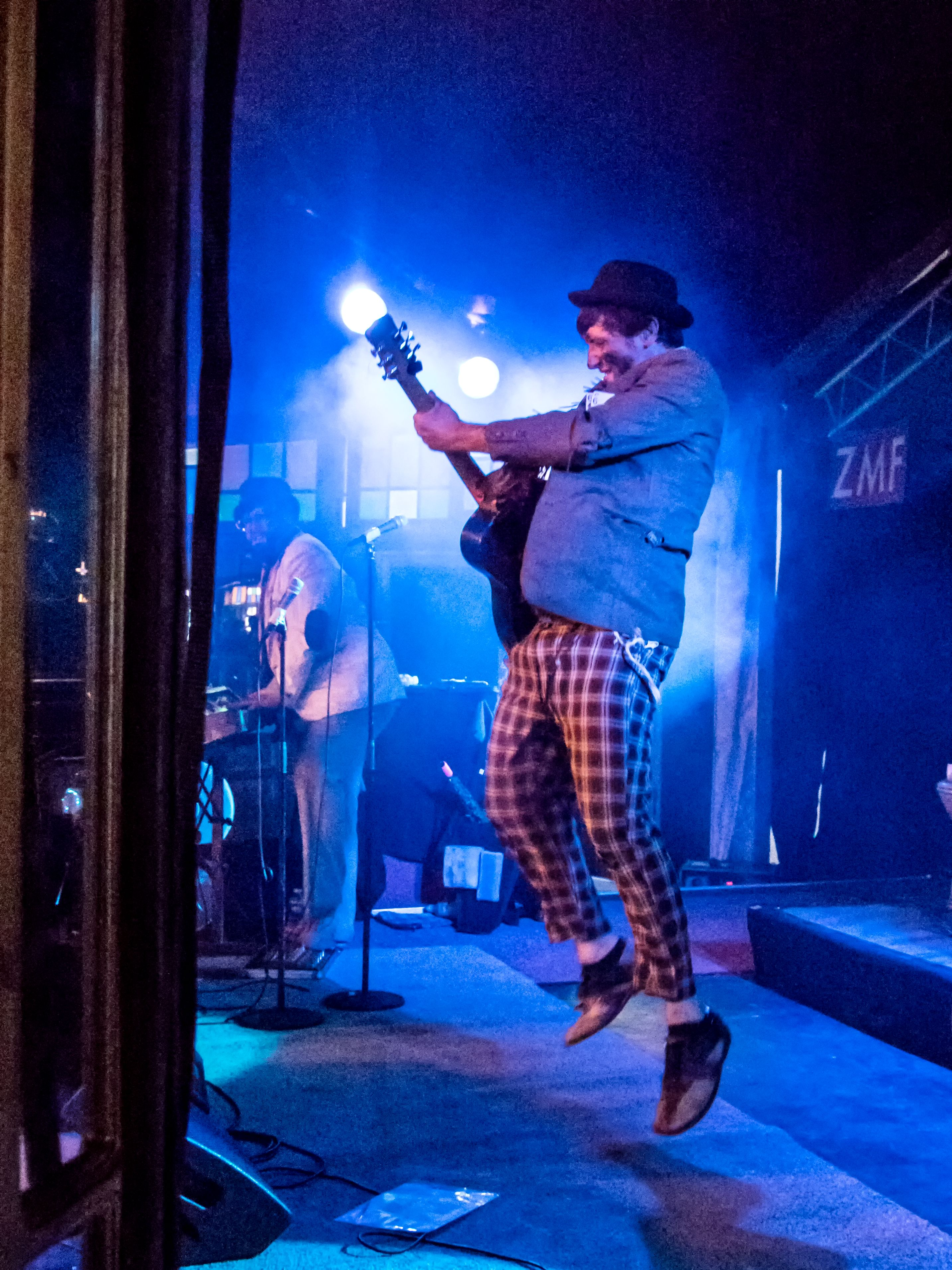
Ilnatterino Stallione

The Les Clöchards ist eine deutsche Show- und Coverband aus Rheinland-Pfalz.

## Die Band
The Les Clöchards gründete sich 2005 und besteht aus fünf Musikern. Sie spielen neu arrangierte Rock-Songs. Zum Beispiel wurde aus dem Motörhead-Hit Ace of Spades ein karibischer Partyreggae, aus Metallicas Nothing Else Matters wurde ein Country-Song und Madonnas Like a Virgin wird als Blues performed.
Sie behaupten dabei „sie stammen von einer kleinen Insel vor der Küste von Korsika mit 380 Einwohnern, wollen Rockstars werden und ihre Lieder stammen von ihnen selbst. Leider würden dauernd andere Musiker ihre Lieder klauen“. Sie treten als fünf teilzeitarbeitslose Landstreicher im Shabby Chic auf, charakteristisch sind dabei auch ihre Hüte. Zu ihren Instrumenten gehören ein selbstgebautes Drum-Set, eine Melodika und eine Stylophon aus den 1960er Jahren.
Die fünf ausgebildeten Jazz-Musiker sind auch in anderen Formationen oder als Musikausbilder aktiv und heißen mit bürgerlichem Namen:
- Michael Erbach (Dregue Sbæg) Gesang  (ua. Blassportgruppe)
- Axel Müller (Adel Millah) Saxophon, Melodica, Philicorda (ua. Blassportgruppe, Grosch’s Eleven)[4]
- Erik Jünge (Ilnatterino Stallione) Gitarre
- Dirk Kunz (Dør Kence) Kontrabass
- Philipp Zdebel (Coque Chanson) Schlagzeug (ua. Blassportgruppe)

2012 traten sie zum ersten Mal auf dem Edinburgh Fringe Festival auf, Im Jahr 2013 erhielten sie dort den „Three Weeks Editor’s Award 2013“
Im Juli 2016 traten sie auf dem 34. Zelt-Musik-Festival in Freiburg im Breisgau auf.
Bis Juli 2016 hatten sie circa 500 Konzerte in Frankreich, Deutschland, Polen, England, Österreich und der Schweiz gespielt.

## Diskografie
- 2005: Fearless & Dirty
- 2007: Dirty but Nice
- 2008: Nice Ör Never
- 2013: Never Don’t Not
- 2016: Not for Sail (enthält erstmals Eigenkompositionen)
- 2023: Stop, Drop & Rock